# 島根県道338号美保関八束松江線
島根県道338号美保関八束松江線（しまねけんどう338ごう みほのせきやつかまつえせん）は、島根県松江市を通る一般県道である。

## 概要
松江市美保関町下宇部尾から松江市大海崎町（おおみさきちょう）に至る。中海締切堤防が路線の大半を占めている。
松江市八束町江島（境港臨港道路江島幹線（江島大橋）交点）以南は松江市中心部と境港市中心部を短絡する道路であるため利用価値が高い。

### 路線データ
- 起点：松江市美保関町下宇部尾（国道431号交点）
- 終点：松江市大海崎町（島根県道260号本庄福富松江線交点）

## 歴史
- 2007年（平成19年）8月31日 - 島根県告示第715号により認定される[1]。

前身は島根県道338号八束松江線（2007年（平成19年）8月31日島根県告示第716号により廃止）および中海締切堤防。

## 路線状況

### 道路施設

#### 橋梁
- 森山橋（松江市）
- 大海崎（おおみさき）橋（松江市）

## 地理

中海堤防道路（2010年）

### 通過する自治体
- 島根県
  - 松江市

### 交差する道路
| 交差する道路                    | 交差する場所                 | 交差する場所 |
| ------------------------------- | ---------------------------- | ------------ |
| 国道431号 国道485号 重複        | 美保関町下宇部尾             | 起点         |
| 境港臨港道路江島幹線 / 江島大橋 | 八束町江島                   |              |
| 島根県道259号大根島線           | 八束町入江（にゅうこう）     |              |
| 島根県道260号本庄福富松江線     | 大海崎町（おおみさきちょう） | 終点         |

### 沿線
- 美保関総合運動公園
- 江島大橋
- 江島
- 江島工業団地
- 大根島
- ボタン園
- 中海